# Kumadori

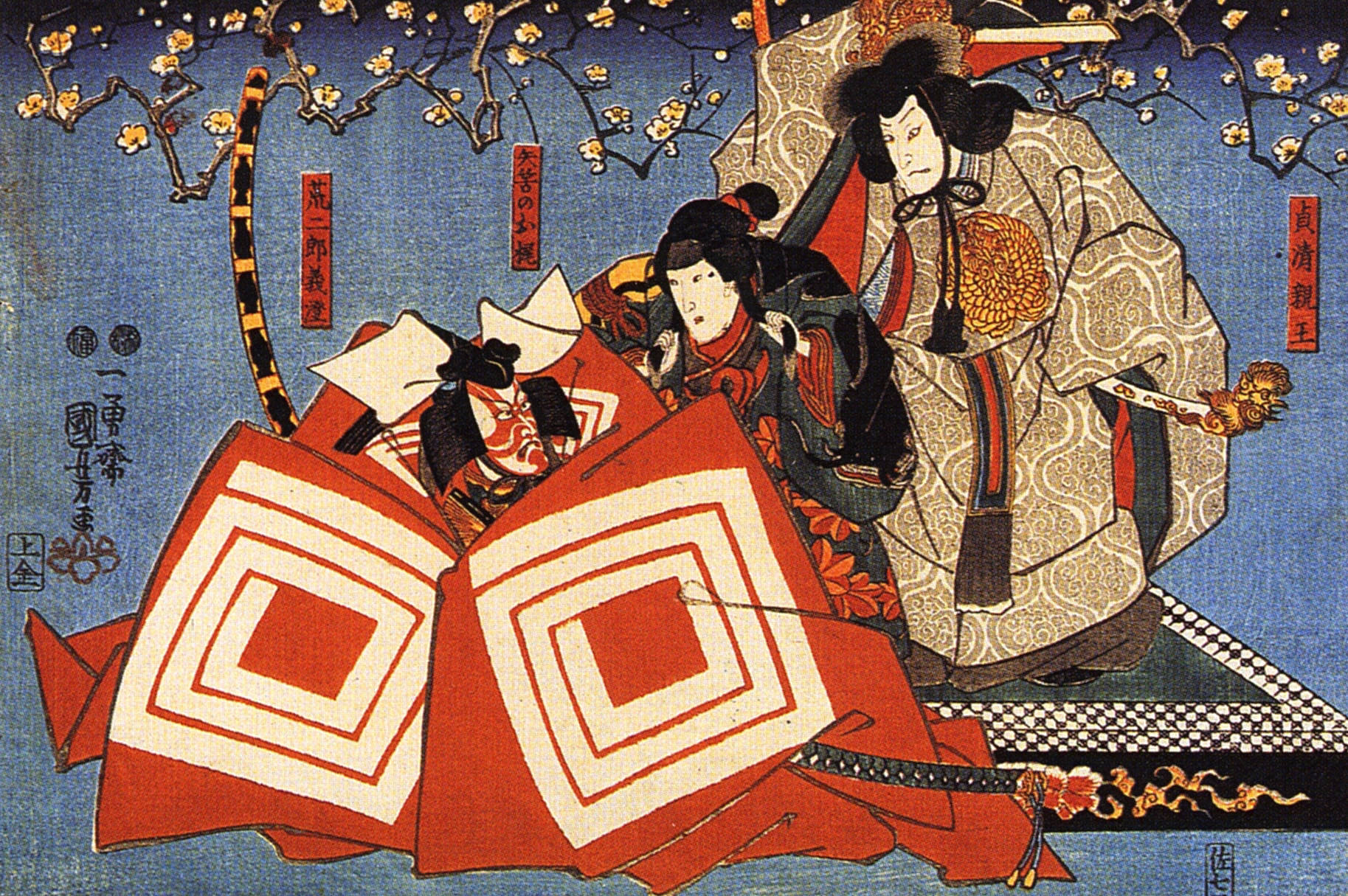
El héroe de Shibaraku, llevando maquillaje kumadori. Impreso por Utagawa Kuniyoshi.

El Kumadori ( 隈取? ) es un tipo de maquillaje escénico usado por los actores de kabuki, especialmente cuando se realiza en el audaz y grandilocuente estilo Aragoto. El maquillaje Kumadori generalmente consiste en rayas de colores brillantes o patrones sobre una base blanca, los colores y patrones simbolizan aspectos del carácter del actor. Aunque el kumadori se originó y desarrolló ampliamente por los miembros de la línea de actores Ichikawa Danjuro, algunos convenios son creaciones de la línea Onoe Kikugoro.

## Desarrollo
El primer Ichikawa Danjuro cuando creó en escena lo que fue el guion de la marioneta que fue el héroe del Sakata adaptado para el escenario, para dar un toque de muñecas, este sería el primer Kumadori que dibujó en tinta roja y negra. El Kumadori en este momento, se considera que ha sido los ásperos llamativos.
A la segunda generación de Ichikawa Danjuro se le caracterizó por su técnica de "desenfoque", este Kumadori se dice que ha sido ideado por la observación de la peonía, este Kumadori se considera fue a un rumbo más sofisticado.
El Kumadori en el periodo Edo se ha convertido en una referencia de materia áspera a cuando el desarrollo, tipificado por una expresión sofisticada de la representación de la imagen de Nio Buda, con su expresión muscular y el que se ha exagerado en la máscara de Noh.
Por otro lado, debido a la influencia de la obra de teatro en el escenario de fantasía centrado sobre la cosa suma, se ha llegado a denotar el atractivo sexual del Kumadori. También el Kumadori Hanakawado Sukeroku en su obra "Me desnudo" en que el héroe representante "Sukeroku" del amante de Kabuki, pero ahora lo que se conoce como un buen hombre Edo de alto espíritu, es en principio era la creación en la parte superior del Kabuki Yakudotoro.
Muchos de los Danjuro Ichikawa Kumadori que viaja hoy, pertenecen a la novena generación de discípulos, de la tercera generación Ichikawa ShinJuro quedaba por. ShinJuro que estaba familiarizado con todas las edades muchos Kumadori es, Masamitsu Ota escribió una monografía "Kabuki Kumadori" en cooperación. Del discípulo ShigeruJuro Nakamura es recuerda que no desapareció incluso lavar flotador mucho aparecido lleva el rostro de ShinJuro durante su lecho de muerte.

## Significado
El fundador del Kumadori, Danjuro, se dice que ha creado sus títeres para dar una pista a la cabeza de la muñeca, y el cual fue elaborado con el fin de exagerar los vasos sanguíneos y los músculos de la cara, por su carácter, Kumadori y colores que se somete a diferentes.
Loa más resistentes gruesa clara "Sujikuma" y las tranquilas pero poderosas "-Bears sencillas" que la del rojo, utilizando al máximo de héroe para los jóvenes y un sentido de la justicia, también se pueden usar adecuadamente por la escena en uno de la obra. "Sugawara Denju Tenarai Kagami ciruela Omaru y de" provisional héroe es famoso.
El uso de "Me Bare", pintar un rojo a lo largo del párpado inferior para el hombre joven y guapo como también gotee agua incluso en las mismas líneas rojas. "Sukeroku" como Soga Goro Tokimune famoso.
En el sistema-negro añil, gran villano apuntando la subversión llama "aristócratas bruto" ("Sugawara Denju Tenarai Kagami" de Fujiwara no Tokihira y oso), "Hannya Bears" de las mujeres que se convirtieron en unos celos de demonio ("Kyoganoko Musumedojoji de" Shirabyōshi Hanako, su naturaleza es Kiyohime), que se utilizará para la mujer fantasma "Osos Kijo" ("Momijigari hojas de otoño Kijo y "de" Modohashi como demonios disfrazados de mujer"), lo que representa el rencor de los demonios que rabian (""fantasma Osos" buque Benkei de "Taira no Tomomori tales Takedakeshi es) es comparable a Kumadori de rojo, pero este es el villano que utiliza o un despiadado 妖力.
Dai 赫 色 (marrón), como Tsuchigumo, amable pero usa para el papel implacable en Rokai menos.
A pesar de que son más o menos del tipo descrito anteriormente, Kumadori es diferente y cada muñeca porque esos actores llenan en ti mismo. Kabuki de favor de, hay quienes quieren colección lo que se le pidió que Utsushito ~ tsu el Kumadori con el actor interpuso la seda para el vestuario.
"Kumadori" de cosas kabuki, por tanto, se asume el rostro humano, básicamente, no sólo se utiliza para los seres humanos ("Yoshitsune Senbonzakura que también existe como "Osos de la llama" de Genkuro zorro aparecen a "decir animales Kumadori es Kumadori) que representa una fuerza misteriosa, "párpados puntuación" de la ópera de Pekín también está presente Kumadori que tipo se supone que comiencen los auditores animales Kumadori famoso Goku.
Incluyendo los párpados fuera, maquillaje escénico de Asia y se unió además de verde y amarillo de rojo y negro, puso el énfasis en que para resaltar las anomalías en lugar de los que hacen hincapié en las expresiones faciales, el Masque es sus raíces desempeñar un papel, tales como la máscara.

### Tipos
- Las rayas rojas brillantes indican un papel de héroe poderoso. El más famoso de estos roles, y el que ha llegado a representar el estereotipo kabuki en Occidente, es el héroe de Shibaraku. El rojo simboliza la virtud y el poder.

- Los villanos se representan a menudo con un diseño de barba negra, venas púrpuras y azules cejas-cornamenta como oscuros.

- El maquillaje azul puede representar un fantasma, un espíritu u otra criatura mágica, en función de los patrones. Tanto Kitsune como Genkuro en Yoshitsune Senbon Zakura se caracterizan por usar maquillaje azul. El azul representa las emociones negativas tales como los celos o el miedo; los fantasmas en el teatro tradicional japonés a menudo atrapados se caracterizan por su apego a tales emociones.

- Los grises y marrones se pueden utilizar a veces, sobre todo cuando representan animales, oni (demonios), yōkai (monstruos), o cualquier otra cosa inhumana. Un ejemplo es el Tsuchigumo (araña de tierra) librada por Minamoto no Raikō.

El término también se aplica a un método de pintura en la que dos cepillos se utilizan simultáneamente, uno para el color y la otra se utiliza para crear el sombreado u otros detalles.
Una impresión de un actor de kabuki cara maquillaje, conservado en un pedazo de tela, es conocido como un oshiguma.